# Patryk Piłasiewicz

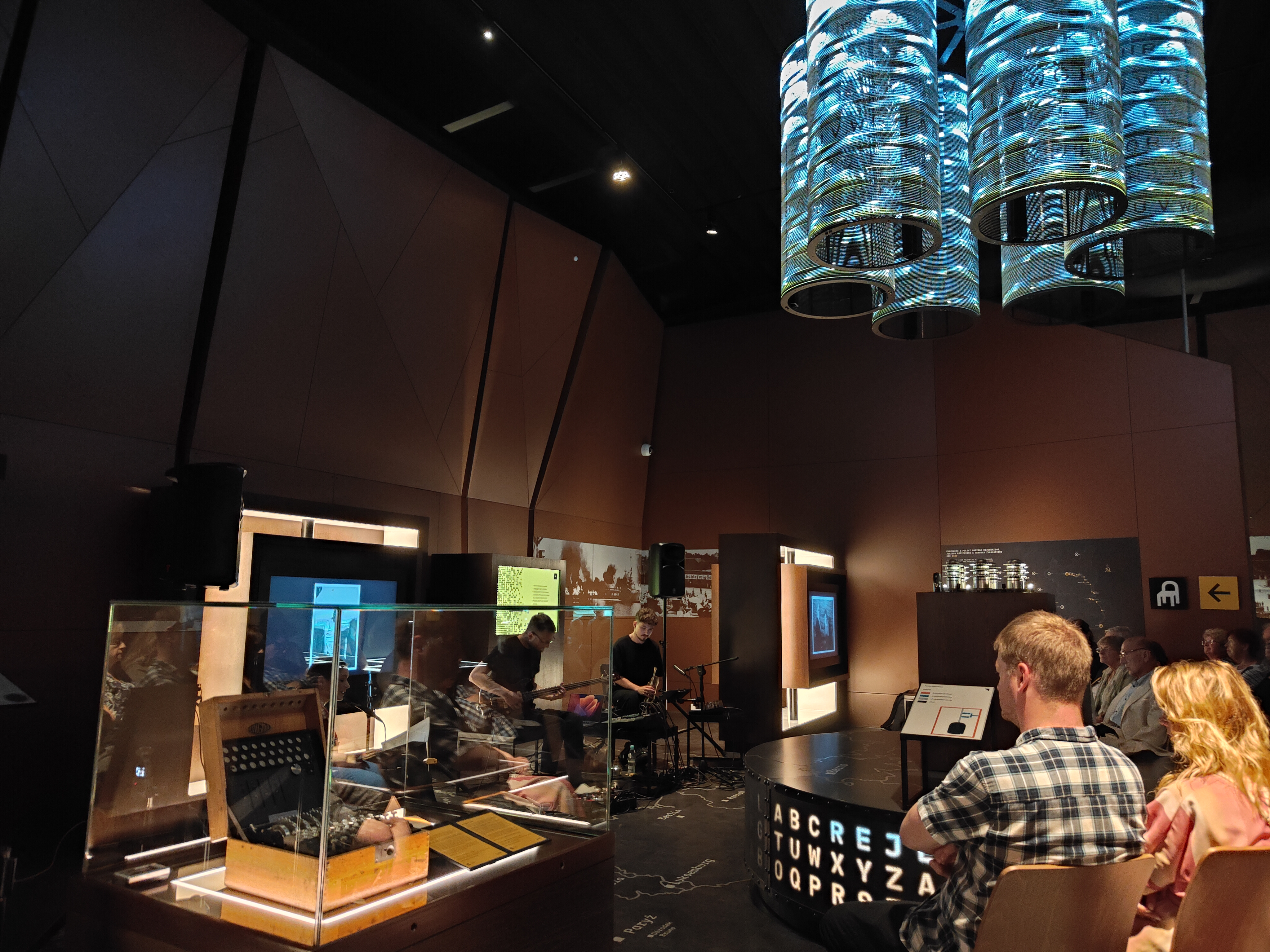
Patryk Piłasiewicz, "Wszystko co dobre, kończy się szybko", widowisko muzyczne w Centrum Szyfrów Enigma.

Patryk Piłasiewicz (ur. 21października 1972 w Szczecinie) – polski kontrabasista, dyrygent, kompozytor i pedagog.
Wykładowca w Instytucie Jazzu i Muzyki Estradowej Akademii Muzycznej im. Ignacego Jana Paderewskiego w Poznaniu. Doktor habilitowany w dziedzinie sztuk muzycznych (habilitacja w 2018 na Akademii Muzycznej im. Feliksa Nowowiejskiego w Bydgoszczy). Kierownik muzyczny Big Bandu Akademii Muzycznej w Poznaniu (od 2001). 
Laureat 1. miejsca w II Międzynarodowym Konkursie Kompozytorskim im. Krzysztofa Komedy w Słupsku (1997). Prezes Stowarzyszenia Miłośników Twórczości Krzysztofa Komedy „Astigmatic” (i jego założyciel). Uczestnik projektu (od 2012) upamiętniającego udział Polaków w złamaniu szyfru Enigmy. Pomysłodawca Skalpel Big Band (duet Skalpel poszerzony o kilkunastoosobowy jazzowy big band). Członek Polskiego Stowarzyszenia Haiku. 

## Nagrody
- I Nagroda w Konkursie Kompozytorskim im. Krzysztofa Komedy za Kompozycję Jazzową (1997)
- Wyróżnienie na VI konkursie Big Bandów w Nowym Tomyślu (2001)
- II miejsce na XI konkursie Big Bandów w Nowym Tomyślu (2006)
- II miejsce na XII konkursie Big Bandów w Nowym Tomyślu (2007)
- II miejsce na XIII konkursie Big Bandów w Nowym Tomyślu (2008)
- III miejsce na Ogólnopolskim Konkursie Big Bandów „Bydgoszcz Big - Band Festival” (2008)
- Współpraca z Chórem Opery Bałtyckiej w autorskich opracowaniach Children Songs Chicka Corei (2008)
- Brązowy Krzyż Zasługi nadany przez Prezydenta RP (2012)
- Nagroda Rektorska 3 stopnia (2015)